# Каратал (Оренбургская область)
Каратал — посёлок в Кувандыкском городском округе Оренбургской области.

## История
В 1966 г. Указом Президиума ВС РСФСР поселок фермы № 4 совхоза «Кувандыкский» переименован в Каратал.

## Население
| 2010 |
| ---- |
| 29   |